# Harris, Minnesota
Harris là một thành phố thuộc quận Chisago, tiểu bang Minnesota, Hoa Kỳ. Năm 2010, dân số của thành phố này là 1132 người.

## Dân số
- Dân số năm 2000: 1121 người.
- Dân số năm 2010: 1132 người.